# Stena Adventurer
Die Stena Adventurer ist eine RoPax-Fähre der Stena Line. Sie fährt auf der Route Holyhead–Dublin in der Irischen See.

## Geschichte
Das Schiff wurde unter der Baunummer 1393 auf der Werft Hyundai Heavy Industries in Ulsan, Südkorea, gebaut und im Mai 2003 an Stena Ferries in London abgeliefert. Seit Juli 2003 wird es auf der Route Holyhead–Dublin eingesetzt.

## Technische Daten
Das Schiff wird von vier MAN-B&W-Dieselmotoren mit einer Leistung von insgesamt 25.920 kW angetrieben. Die Motoren wirken auf zwei Verstellpropeller. Das Schiff erreicht damit eine Geschwindigkeit von bis zu 22,5 kn.

## Schwesterschiffe
Die Stena Adventurer ist das zweite von zwei Schiffen, die im Jahr 2003 bei Hyundai Heavy Industries  für Stena Line gebaut wurden. Ihr Schwesterschiff ist die als Stena Britannica II gebaute heutige Stena Scandinavica, die auf der Route Göteborg–Kiel eingesetzt wird. Die Stena Britannica wurde Anfang 2007 auf der Lloyd-Werft in Bremerhaven verlängert, sodass die beiden Schiffe nicht mehr baugleich sind.